# Кайнулайнен, Яри
Я́ри Ка́йнулайнен (фин. Jari Kainulainen; 29 апреля 1970, Хельсинки, Финляндия) — музыкант, бас-гитарист из Финляндии.

## Биография
С 1993 по 2005 выступал в составе финской пауэр-метал-группы «Stratovarius». По слухам он покинул группу оттого, что устал работать вместе со своим бывшим начальником Тимо Толкки. Яри исполнил партии бас-гитары на альбоме «Stratovarius» 2005 года, но после этого покинул группу. Его место занял Лаури Порра.
Два года Яри играл в собственной группе «Mess», после чего вошёл в состав шведской прогрессив-метал-группы «Evergrey».
Покинув «Evergrey», в 2010 году Яри присоединился к новой группе Тимо Толкки «Symfonia». C 2012 года играет в группе Роланда Грапова «Masterplan», с 2013 года — в «Shadowquest».

## Коллективы
- Stratovarius (1993—2005)
- Warmen (2000)
- Kotipelto (2001—2007)
- Mess (2006—2007)
- Evergrey (2007—2010)
- Killing Machine (2010)
- Symfonia (2010—2011)
- Devil’s Train (2011—2012)[5]
- Masterplan (с 2012)
- Shadowquest (с 2013)

## Инструмент
Яри Кайнулайнен играет на шестиструнной бас-гитаре фирмы Ibanez, а также использует оборудование фирмы Ampeg.